# Christoph Frantze
Christoph Frantze (* im Harz) war kurkölnischer Bergmeister (1669–1684) am Bergamt des Herzogtums Westfalen.

## Leben und Wirken
Christoph Frantze stammte nach eigenem Bekunden aus einer alten Bergmannsfamilie zu Stolberg im Harz. Über sein Leben vor seiner Zeit als kurkölnischer Bergmeister ist wenig bekannt. 1664/1665 hatte er die Aufsicht über Bergleute aus Silbach, die bei einem geplanten Kupferbergwerk zu Hagen bei Sundern einen Stollen vorantrieben. Frantze war der Nachfolger des Bergmeisters Caspar Engelhardt, der 1668 zu Olpe verstarb. Er bezog jährlich 200 Reichstaler. Sein Ruf als kompetenter Bergfachmann drang bis nach Sachsen-Gotha. Allerdings lehnte sein Dienstherr, der Kurfürst von Köln, Maximilian Heinrich von Bayern eine „Abstellung“ ab. Einige Berichte des Bergmeisters Frantze sind erhalten geblieben. Sie geben Aufschluss über Vielfältigkeit und Umfang seiner Aktivitäten. Frantze ist nach eigener Aussage auch der Urheber der Kurkölnischen Bergordnung von 1669. 1684 fiel Frantze in Ungnade. Er flüchtete in die Grafschaft Waldeck und entzog sich so dem Zugriff des Kurfürsten. Später ist er unter den Besuchern (und Bittstellern) des Herzogs Friedrich I von Sachsen-Gotha und Altenburg. 1682 bis 1690 wurde er in den Bestallungs- und Besoldungsbüchern aufgeführt.

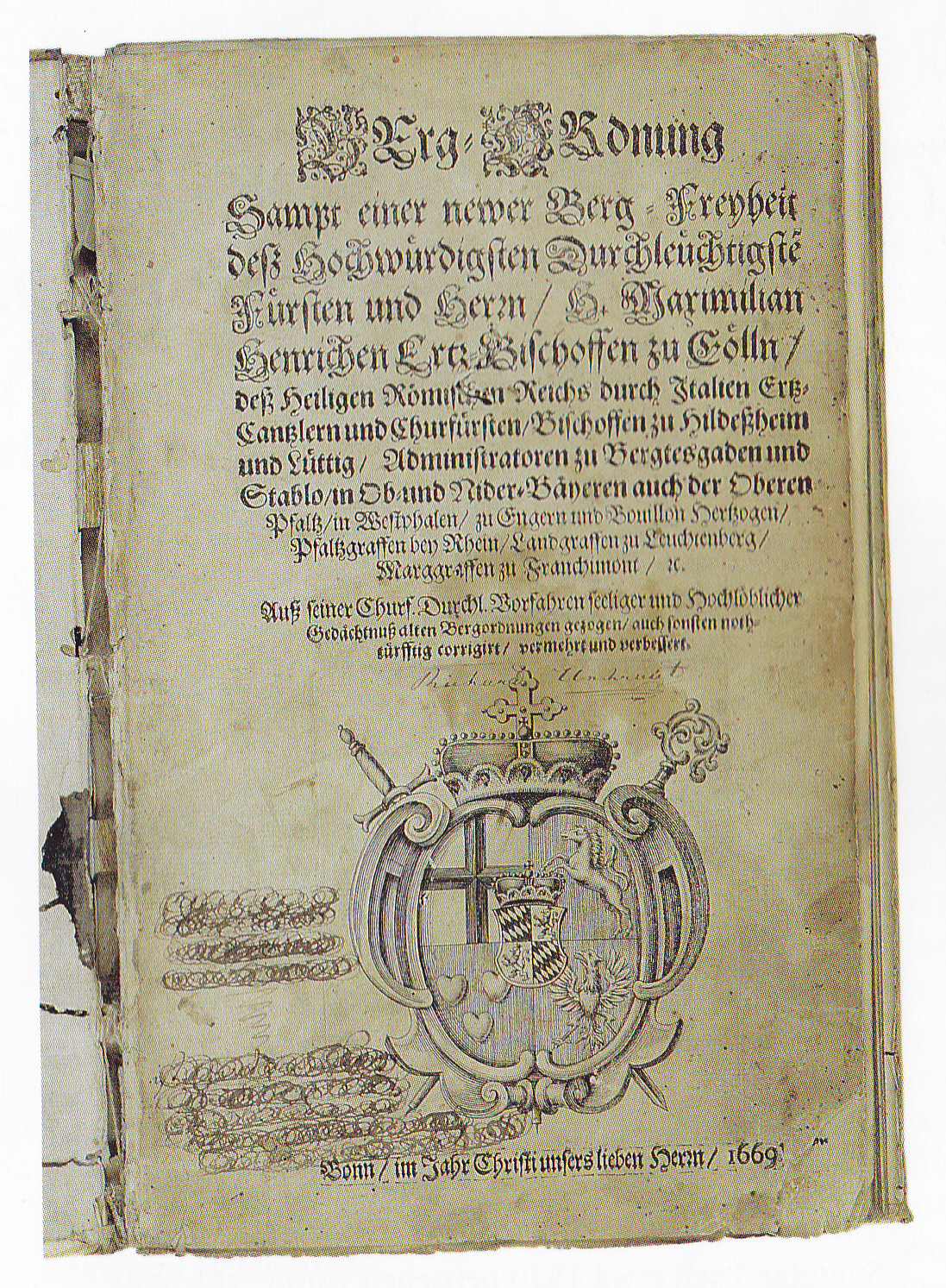
Kurkölnische Bergordnung von 1669

## Familie
Er heiratete am 31. Juli 1667 in Ramsbeck Clara Prael aus Schwerte. In zweiter Ehe heiratete er Anna Catharina Höynck, eine Tochter des Balver Richters Johannes Höynck. Er hatte folgende (bekannte) Kinder:
1. Max Frantze (Frantze bittet Ferdinand von Wrede um eine Studienpräbende für seinen Sohn.)
2. Johann Hermann Frantze (später Bürgermeister zu Meschede)
3. Walter Frantze (später Pfarrer zu Balve und Dechant zu Attendorn)

## Werke
- Kurkölnische Bergordnung von 1669